# Nerf scrotal postérieur
Les nerfs scrotaux postérieurs sont des nerfs sensitifs qui font partie des nerfs périnéaux chez l'homme.

## Origine
Les nerfs scrotaux postérieurs sont les ramifications du rameau superficiel périnéal.

## Trajet
Le rameau superficiel périnéal se ramifie après sa sortie du canal pudendal. Ils traversent l'aponévrose du diaphragme urogénital et se répartissent dans la peau du scrotum.
Ils sont accompagnés des branches scrotales de l'artère périnéale.
Ils communiquent avec la branche périnéale du nerf cutané fémoral postérieur.